# Бзовик (Крупина)
Бзовик (слч. Bzovík) насељено је мјесто са административним статусом сеоске општине (слч. obec) у округу Крупина, у Банскобистричком крају, Словачка Република.

## Становништво
| Година:    | 1994. | 2004.    | 2014.   | 2024.   |
| ---------- | ----- | -------- | ------- | ------- |
| Број људи: | 924   | 1048     | 1148    | 1116    |
| Разлика:   |       | +13,41 % | +9,54 % | -2,78 % |

| Година:    | 2023. | 2024.   |
| ---------- | ----- | ------- |
| Број људи: | 1119  | 1116    |
| Разлика:   |       | -0,26 % |

Према подацима о броју становника из 2024. године насеље је имало 1116 становника.